# ناثان فوكس (منافس ألعاب قوى)
ناثان فوكس (بالإنجليزية: Nathan Fox) هو منافس ألعاب قوى بريطاني، ولد في 21 أكتوبر 1990 في لندن في المملكة المتحدة.

## وصلات خارجية
- ناثان فوكس على موقع الاتحاد الدولي لألعاب القوى (الإنجليزية)
- ناثان فوكس على موقع اتحاد ألعاب الكومنولث (مؤرشف) (الإنجليزية)